# Zoé Valdés
Zoé Milagros Valdés Martínez (La Habana, Cuba, 2 de mayo de 1959) es una escritora cubana nacionalizada española de poesía, novela, ensayo y guiones cinematográficos.

## Biografía
Zoé Milagros Valdés Martínez nació el 2 de mayo de 1959 en La Habana. Comenzó dos carreras universitarias, pero no terminó ninguna. Primero fue la Licenciatura en Educación Física, en el Instituto Superior Pedagógico Enrique José Varona, de donde fue expulsada poco antes de terminar, según cuenta la autora. Después ingresó en la Facultad de Filología de la Universidad de La Habana, de donde ella misma se autoexpulsó.
Debutó en literatura como poeta cuando en 1982 ganó un premio con su primer poemario. Entre 1984 y 1988 formó parte de la Delegación de Cuba ante la Unesco en París, y de la Oficina Cultural de la Misión de Cuba en esa misma ciudad.
Tras regresar a Cuba y pasar un tiempo desempleada, comenzó a ganarse la vida como dialoguista y guionista en el Instituto Cubano del Arte e Industria Cinematográficos (ICAIC) y luego fue subdirectora durante 4 años de la revista Cine Cubano (desde 1990 hasta diciembre de 1994).
En 1993, publicó su primera novela, Sangre azul, género que después ha desarrollado más que los otros —ha escrito una quincena de ellas—, aunque no ha abandonado la lírica y ha producido también cuentos y literatura infantil. Su obra ha obtenido numerosos galardones, entre los que destaca el Fernando Lara de Novela por Lobas de mar. Finalista en tres ocasiones del Premio Médicis Extranjero en Francia. También fue finalista del Premio Planeta. Su obra ha sido traducida a diversos idiomas. Su novela La mujer que llora ha sido traducida al francés y al inglés, en Editorial Arthaud y Editorial Skyhorse Publishing en Estados Unidos (2016).
En 1995 fue invitada a unas jornadas sobre José Martí en París, donde se quedó con su hija y esposo en esa época, el cineasta Ricardo Vega. Políticamente, Zoé Valdés fue opositora al gobierno de Fidel Castro, es anticomunista y en 2023 es presentada a las listas del Senado por el partido de derecha Vox con vista a las elecciones del mismo.
Fue redactora jefe de la revista de arte ARS Magazine (EE. UU.), que dirigía su hermano Gustavo Valdés, fundada por ambos en 1995 y relanzada a fines de 2010 bajo el nombre de Ars Atelier City.
Zoé Valdés colabora en numerosas publicaciones periódicas españolas y francesas, como El País, El Mundo, Xl Semanal, Qué leer, Elle, Vogue, entre otras en España. Y con Le Monde, Libération, Le Nouvel Observateur, Beaux Arts, Les Inrockuptibles, Art Absolument,[cita requerida] El Economista, Ecodiario, El Universal de Caracas, Libertad Digital en España, entre otros.
Además de escribir guiones, Zoé Valdés ha codirigido un cortometraje —Caricias de Oshún— para la Serie 'El Erotismo visto por... Seis escritores que dirigen por primera vez" producido por Son et Lumière y Canal Plus Francia (Alina Reyes, Virginie Despentes, Michel Houellebecq, Vincent Ravalec, Christine Angot, y Zoé Valdés), y ha sido miembro del Gran Jurado del Festival de Cannes (1998).
En 1997 le fue concedida la nacionalidad española por carta de naturaleza. También es ciudadana francesa.

## Vida sentimental
Ha estado casada tres veces: con el escritor cubano Manuel Pereira (ahora residente en México); con José Antonio González (diplomático, funcionario y vocero del Ministerio de Cultura de Cuba), fallecido el 3 de septiembre de 1989 en un accidente de aviación; y con el cineasta independiente Ricardo Vega.

## Controversias
Valdés es muy activa en las redes sociales, donde promueve ideologías vinculadas a la extrema derecha. Apoya al partido de la ultraderecha española Vox, con cuyo periódico La Gaceta de la Iberosfera comenzó a colaborar el 8 de febrero de 2022. Y milita a favor de la reelección de Trump en Estados Unidos, del cual dijo en un artículo: "Roguemos porque en las próximas elecciones del 3 de noviembre sea reelecto Donald Trump: un patriota, un humanista, un pacificador..."
Ello ha derivado en varias polémicas con diferentes figuras públicas por razones políticas o personales. En algunos casos, ha sido la propia Valdés quien ha escrito artículos en su propio blog o desde su columna en Libertad Digital para criticar a algunas de ellas, como la bloguera cubana Yoani Sánchez, la artista performática Tania Bruguera, la escritora cubana Wendy Guerra, el empresario navarro-venezolano Agustín Otxotorena, la activista climática Greta Thunberg y la escritora española Almudena Grandes.
En ocasiones, sus críticas se han convertido en debates públicos de carácter personal —como ocurrió con la escritora española Lucía Etxebarría— que han sido reflejados o reproducidos en medios de prensa como ABC, Periodista Digital y Huffington Post, entre otros.

## Obras
- 2019 El beso de la extranjera. Monumento porno-existencial al amor, poesía, Editorial Verbum, Arganda del Rey
- 2018, La salvaje inocencia, novela, Editorial Verbum, Arganda del Rey (ISBN 8490746575)
- 2017 Et la terre de leur corps, novela, RMN, París
- 2016 La noche al revés. Dos historias cubanas, Stella Maris
- 2016 The Weeping Woman. Arcade Publishing
- 2015 La Habana, mon amour, novela, Stella Maris
- 2013 La mujer que llora, novela, Planeta, Barcelona
- 2010 El todo cotidiano, novela, Planeta, Barcelona
- 2009 Anatomía de la mirada, poesía, Difácil, Valladolid
- 2008 La ficción Fidel, ensayo novelado, Planeta, Barcelona
- 2007 La cazadora de astros, novela, Plaza & Janés, Barcelona
- 2006 Bailar con la vida, novela, Planeta, Barcelona
- 2004 La eternidad del instante, novela, Plaza & Janés, Barcelona
- 2004 Los misterios de La Habana, cuentos, Planeta, Barcelona
- 2003 Luna en el cafetal, cuento infantil, Everest, León
- 2003 Lobas de mar, novela, Planeta, Barcelona
- 2002 Breve beso de la espera, poesía, Lumen, Barcelona
- 2001 Milagro en Miami, novela, Planeta, Barcelona
- 2000 El pie de mi padre, novela, Gallimard, París
- 1999 Querido primer novio, novela, Planeta, Barcelona
- 1999 Los aretes de la luna, infantil, Everest, León
- 1999 Cuerdas para el lince, poesía, Lumen, Barcelona
- 1998 Traficantes de belleza, cuentos, Planeta, Barcelona
- 1997 Café Nostalgia, novela, Planeta, Barcelona
- 1997 Los poemas de la Habana, poesía, Antoine Soriano
- 1996 Te di la vida entera, novela, Planeta
- 1996 Cólera de ángeles, novela, Ediciones Textuel
- 1996 Vagón para fumadores, poesía, Lumen, Barcelona
- 1995 La nada cotidiana, novela, Actes-Sud, París (Emecé, 1996)
- 1995 La hija del embajador, novela, Bitzoc
- 1993 Sangre azul, novela, Letras Cubanas, La Habana (Emecé, 1996)
- 1986 Todo para una sombra, poesía, Taifa
- 1986 Respuestas para vivir, poesía, Letras Cubanas, La Habana

## Guiones y textos cinematográficos
- Vidas paralelas, largometraje de ficción; dir.: Pastor Vega
- Amorosa, largometraje de ficción; dir.: Pilar Távora
- Desequilibrio, largometraje de ficción (inédito)
- Cantata, videoarte
- Profecía, largometraje de ficción (inédito)
- Espiral, documental sobre ballet; dir.: Miriam Talavera
- Yalodde, poema videoarte; dir.: Ricardo Vega

## Premios y reconocimientos
- 1982 - Premio de Poesía Roque Dalton y Jaime Suárez Quemain por Respuestas para vivir (México)
- 1985 - Accésit al Premio Carlos Ortiz de Poesía por Todo para una sombra[cita requerida]
- 1990 - Premio Coral al mejor guion cinematográfico inédito por  Vidas paralelas en el XII Festival Internacional del Nuevo Cine Latinoamericano
- 1995 - Premio de Novela Breve Juan March Cencillo por La hija del embajador
- 1996 - Finalista del Premio Planeta con Te di la vida entera
- 1997 - Premio Liberaturpreiss (Fráncfort del Meno) por La nada cotidiana
- 1999 - Caballero de las Artes y las Letras (Francia)
- 2004 - Premio de Novela Ciudad de Torrevieja por La eternidad del instante
- 2007 - Premio Carbet des Lycéens por La eternidad del instante[cita requerida]
- 2008 - Premio Emilia Bernal por su obra literaria
- 2012 - Medaille de Vermeil de la Ville de París, Francia. Premio Asopazco por los DDHH en Madrid, España.
- 2013 - Premio Azorín por La mujer que llora
- 2019 - Premio Jaén de novela por La casa del placer